# Rio Pipiripau
Rio Pipiripau är ett vattendrag i Brasilien.   Det ligger i delstaten Brasiliens federala distrikt, i den sydöstra delen av landet, 28 km öster om huvudstaden Brasília.
Omgivningen kring Rio Pipiripau är huvudsakligen savann. Området är  tätbefolkat, med 397 invånare per kvadratkilometer.